# クイーン・マッブ

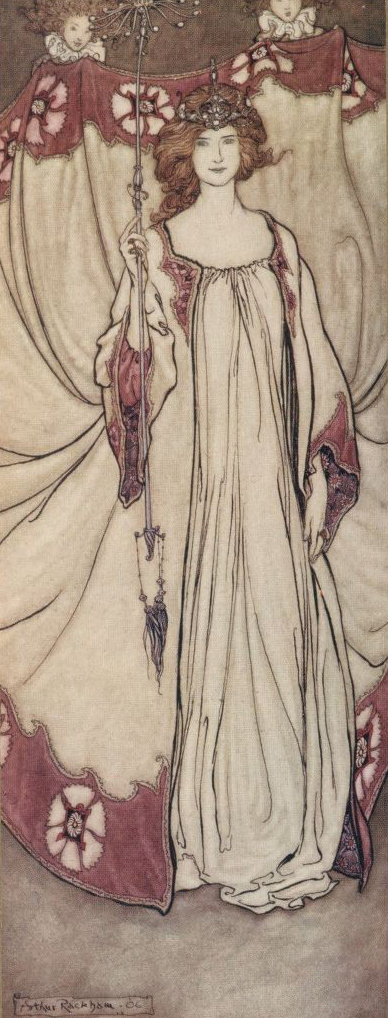
『クイーン・マッブ』アーサー・ラッカムによるイラスト(1906年)

クイーン・マッブ、クイーン・マブ、女王マブ（Queen Mab）は、ウィリアム・シェイクスピアの戯曲『ロミオとジュリエット』等で言及されている妖精（妖精の女王）であり、古代からケルト等の西欧神話で「夢を司る妖精」「妖精の助産師」とされている。 

## 他の文学
「クイーン・マッブ」は、俳優ヘンリー・ウッドワードによる1750年のパントマイムである